# Nausibius clavicornis
Nausibius clavicornis (лат.) — вид жуков рода Nausibius из семейства Silvanidae (надсемейство Cucujoidea). Космополитный инвазивный вид, часто встречающийся на продуктах хранения (сахар, рис, сушёные яблоки, имбирь).

## Распространение
Встречается в Африке, Австралии, Европе и Северной Азии (за исключением Китая), Карибском бассейне, Центральной Америке, Северной Америке, Океании, Южной Америке и Южной Азии.

## Экология
В родном Неотропическом ареале жук обитает под корой. Также обнаружен на многих продуктах хранения, включая рис, сушёные яблоки имбирь, зерно и какао-бобы, но чаще всего его находят на сахаре. Первые упоминания об этой ассоциации были сделаны английским энтомологом Джоном Вествудом (1839), который сообщил, что N. cluvicornis часто находили мёртвым в сахаре и наблюдали плавающим в чае или кофе.

## Описание
Мелкий жук, часто встречающийся на сахаре. Длина тела 3,2—4,1 мм; тело более вытянутое у самца (35—37:10), чем у самки (32—33:10); блестящее, тёмно-красно-коричневое до чёрно-коричневого. Боковые края переднеспинки с шестью зубцами, хотя шестой (в переднем углу) может быть плохо определён и, следовательно, только пять могут быть очевидными. Переднеспинка с серповидным углублением на базальной половине диска. Опушение, как правило, скрывает пунктировку. Усики с постепенно увеличивающейся булавой из 4 члеников, 1-й (8 сегмент антенны) явно поперечный, отношение длины антенны к длине тела 10:40—43. Формула лапок 5-5-5.
Копуляция может происходить в течение одного дня после появления особей обоих полов, а самка может начать откладывать яйца в течение четырёх дней после копуляции. Среднее количество отложенных яиц составило 275, а общая жизнеспособность — 85 %. Средний инкубационный период составил чуть менее пяти дней.
В процессе развития личинки обоих полов могут претерпевать пять линек, но для самок более обычным является число в шесть линек. Если личинок беспокоят во время развития, у обоих полов, как правило, происходит шесть личиночных возрастов. Сильное беспокойство может спровоцировать седьмую линьку. Средний период развития от яйцекладки до появления взрослой особи составляет 30 дней при наличии пяти личиночных возрастов; при наличии шести развитие занимает примерно на два дня больше. Яйцекладущие самки жили до 163 дней в контролируемых условиях, но самцы, как правило, переживали самок примерно на 50 дней.